# 杰
杰 est un kanji.
Il se lit ketsu ou gechi en lecture on et sugureru en lecture kun. Dans les noms de famille, il peut aussi se lire Jie, Ju, ou Masaru.
Son caractère Unicode est 6770.